# Szymon Giżyński

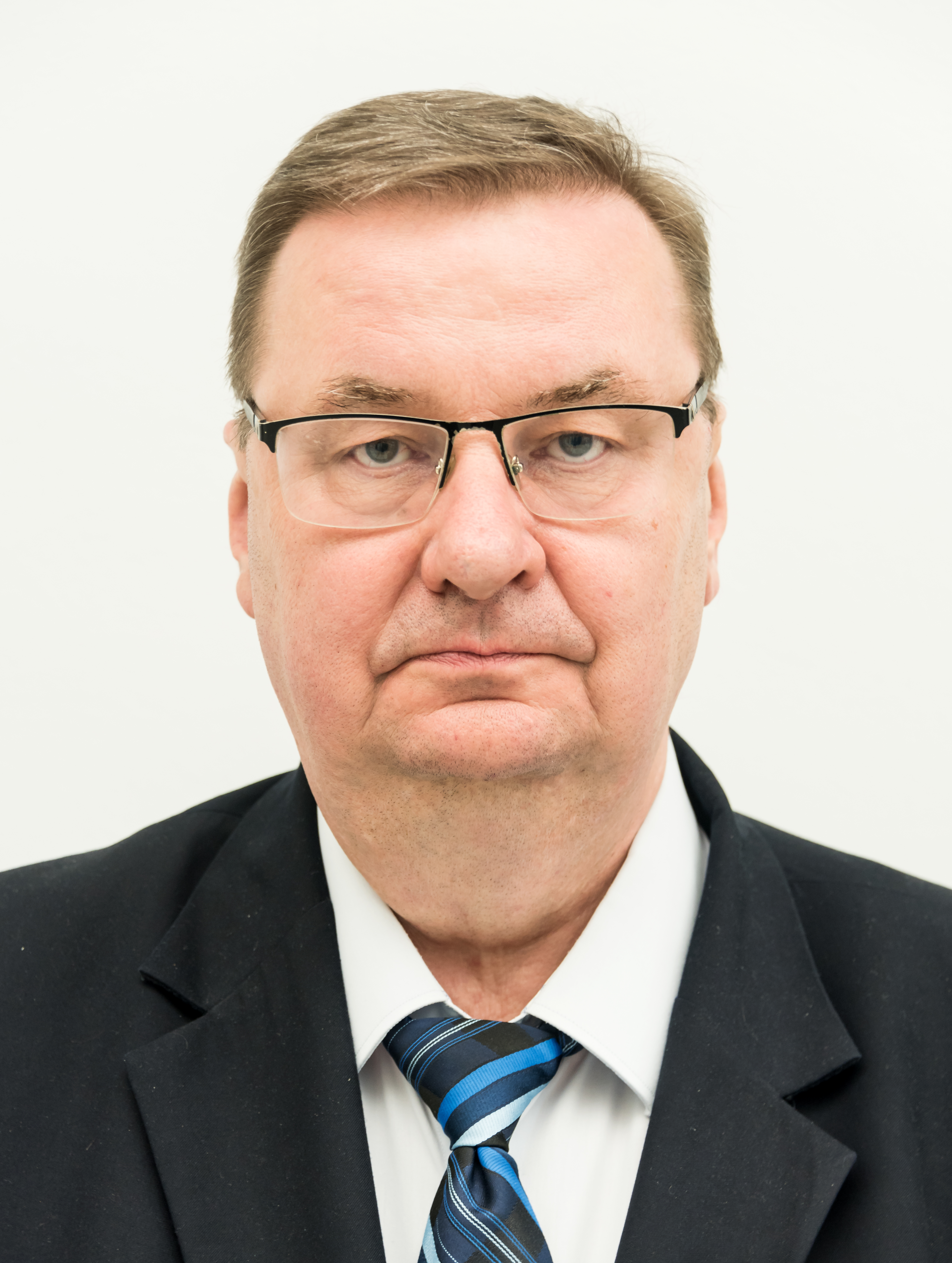
Szymon Giżyński (2022)

Szymon Stanisław Giżyński (* 8. März 1956 in Częstochowa) ist ein polnischer Politiker und seit 2001 Abgeordneter des Sejm in der IV., V. und VI. Wahlperiode.
Er beendete das Studium der Polonistik. Bis in den Dezember 1981 war er Mitglied der katholischen, regierungsnahen Vereinigung "Pax". In den 80er Jahren war er Handelsvertreter verschiedener Unternehmen. Nach 1990 gehörte er der katholisch-rechtskonservativen Porozumienie Centrum (Zentrums-Übereinkunft – PC), dem Ruch dla Rzeczypospolitej (Bewegung für die Republik) und der Akcja Wyborcza Solidarność (Wahlbündnis Solidarność - AWS) an, bis er im Jahr 2001 der Prawo i Sprawiedliwość (Recht und Gerechtigkeit – PiS) beitrat.
In den 90er Jahren war er Hauptteilhaber und Chefredakteur der Wochenzeitung "Gazeta Częstochowska". Von 1997 bis 1998 war er der letzte Wojwode der Woiwodschaft Częstochowa. Nach der Übernahme des Amts des Woiwoden gab er seine Anteile sowie Posten in der "Gazeta Częstochowska" ab und trat sie an seine Frau Urszula ab. Von 2000 bis 2001 leitete er die schlesische Abteilung der Agencja Restrukturyzacji i Modernizacji Rolnictwa Agentur für Restrukturierung und Modernisierung der Landwirtschaft. Bei den Kommunalwahlen 2006 kandidierte er für das Amt des Stadtpräsidenten von Częstochowa und erreichte mit 12,56 % den vierten Platz.
Bei den Parlamentswahlen 2001 und 2005 errang er über die Liste der PiS jeweils ein Abgeordnetenmandat für den Wahlkreis 28 Częstochowa (im Jahr 2005 mit 15.840 Stimmen). Bei den Parlamentswahlen 2007 wurde er mit 28.531 Stimmen zum Dritten Mal für die PiS in den Sejm gewählt. Er ist Mitglied der Sejm Kommission für Landwirtschaft.